# دانشگاه آزاد اسلامی واحد ورامین-پیشوا
دانشگاه آزاد اسلامی واحد ورامین - پیشوا در شهر پیشوا در استان تهران و ۵۵ کیلومتری شهر تهران واقع شده‌ است.
در حال حاضر این واحد با درجه (جامع) دارای ۷ دانشکده کشاورزی، مامایی و پرستاری، ادبیات و علوم انسانی، علوم پایه ، علوم زیستی ،دانشکده تحصیلات تکمیلی و پردیس قرچک می‌باشد که در این ۷ دانشکده بیش از ۸۶ رشته درسی در مقطع کاردانی، کارشناسی و کارشناسی ارشد پذیرای نزدیک به ۱۵۰۰۰ نفر از دانشجویان کشور است. این واحد دارای ۴۵۰ نفر کارمند بوده و اعضای هیئت علمی و حق‌التدریس این واحد با ۷۸۳ نفر عضو و ۱۵۰ هکتار زمین و فضاهای آموزشی وپژوهشی واحد ورامین – پیشوا را در زمره بهترین واحدهای دانشگاهی کشور قرار داده‌است. در اسفندماه ۱۳۹۵ نخستین باشگاه سوارکاری تخصصی جنوب‌شرق تهران در این دانشگاه افتتاح شد.

## دانشکده‌ها
دانشکده علوم پایه (واقع در پیشوا)
دانشکده پزشکی (واقع در پیشوا)
دانشکده ادبیات و علوم انسانی (واقع در پیشوا)
دانشکده کشاورزی (واقع در ورامین)
دانشکده علوم زیستی (واقع در پیشوا)
دانشکده تحصیلات تکمیلی (واقع در ورامین)
پردیس قرچک (واقع در قرچک)